# Redmi K40
小号文本
Redmi K40是小米集团旗下的子品牌Redmi于北京时间2021年2月25日19时30分许在中国北京小米科技园发布的智能手机系列，为Redmi手机K系列的第三代机型系列，包含Redmi K40、Redmi K40 Pro以及Redmi K40 Pro+三款机型。
2021年4月27日，Redmi在K40系列中增加了搭载联发科芯片平台的Redmi K40 游戏增强版，成为该系列中的第四款机型；2022年3月17日晚，Redmi在K40系列中增加了Redmi K40的增强机型Redmi K40S，自此，Redmi K40系列共有五款机型发布。
小米集团在欧洲等海外地区发布的POCO F3、小米11i以及在印度发布的小米11X、小米11X Pro均为Redmi K40及Redmi K40 Pro+的重命名机型，POCO F3 GT则为Redmi K40 游戏增强版的重命名机型。

## 简介
Redmi K40系列正面采用了一块6.67英寸（对角线）20:9比例的AMOLED显示屏，前置相机位于屏幕顶部中央，为屏幕打孔式布置。手机正面四周呈2.5D微弧面设计，背部左上角设置三枚摄像头和一枚LED补光灯，呈圆角长方形排列。后盖则采用AG等经特殊处理的玻璃材质，边框则采用了磨砂质感的聚碳酸酯塑料材质。性能方面则搭载了高通骁龙870或888 SoC、LPDDR5规格的RAM以及UFS3.1双通道标准的闪存存储。后续增加的游戏增强版（Redmi K40 Gaming）则在Redmi K40系列的基础上增加了类似于游戏手柄顶部肩键功能的实体按键，机身设计也更具电竞风格，并在性能方面将骁龙平台更换为联发科技天玑平台。而作为Redmi K40的增强版本，Redmi K40S在沿袭前者基础配置的同时，对充电速度、扬声器素质以及影像系统进行了升级，外观设计则与Redmi K50系列近似。

## 硬件

### 外观
Redmi K40系列的正面大体延续了Redmi K30 Pro的设计风格，但在Redmi K40系列之上，Redmi取消了曾在K20 Pro和K30Pro、K30至尊纪念版上采用的升降式前置摄像头方案，改为采用挖孔式屏下摄像头。摄像头位于屏幕顶部正中，挖孔孔径为2.76毫米（游戏增强版为3.8毫米），屏幕尺寸则维持了前代Redmi K30系列采用的6.67英寸（对角线）20:9比例。
除游戏增强版外，Redmi K40系列的侧边框取消了前代高阶产品采用的铝合金材质，全部采用了经过磨砂处理的聚碳酸酯塑料材质。边框上部集成降噪麦克风、红外线发射窗口以及顶部副扬声器出音孔，右侧设有音量加减键及集成了指纹识别功能的电源键，下部设有SIM卡槽托架及弹出插孔、USB Type-C接口及主扬声器开孔，左侧则不设置任何开口。机身边框在控制按键附近变宽，向后盖区域稍作侵入，以保证按键区域的牢靠度；Redmi K40 游戏增强版则采用了铝合金材质的边框及机身中框，将Redmi K40的音量加减键移至机身左侧，机身右侧则设有磁力驱动的物理肩键，以便游戏场景中的操控；Redmi K40S则将原有的弧面边框更换为与Redmi Note 11 Pro类似的直面边框，同时将原有的弧面玻璃后盖替换为平面玻璃后盖。
Redmi K40系列的背部采用抛光玻璃或AG工艺玻璃，均为第五代康宁大猩猩玻璃。后置左上角为后置相机区域，整体呈纵向布局的圆角长方形排列，与小米11近似，但较小米11更为扁长。相机区域左侧为一跑道型黑色区域，上部放置主摄像传感器，中部左侧放置广角传感器，中部右侧为音频追焦拾音器，下部放置长焦微距传感器，取消了Redmi K30 Pro变焦版上采用的独立超长焦传感器。相机区域右侧为一亮色区域，布置LED补光灯以及相机相关英文标识。机身左下角纵向布置Redmi的LOGO，并对文字区域进行亮色处理；Redmi K40 游戏增强版基本沿袭了Redmi K40系列的设计语言，仅将摄像头区域中央的两个较小的圆形开孔变为一个较大的开孔，同时取消了右侧的亮色区域，将LED补光灯设计为了闪电形状。摄像头保护盖板上下设有炫彩LED灯，在充电时或接受到消息通知时会亮起，盖板左右侧则竖向分别标注了FREEZING以及SPEEDIST字样；Redmi K40S则采用了与之一同发布的Redmi K50近似的背部设计，左上角处镜组区域内的三枚镜头改为由一圆环内切的等边三角排布，圆环外为矩形镜头盖板，LED补光灯及后置环境光传感器则放置在镜头盖板下方的一级阶梯处，下有48MP OIS标注。
Redmi K40标准版共有三款配色，分别是幻境（淡蓝色AG炫光磨砂玻璃后盖、淡蓝色磨砂聚碳酸酯塑料中框）、亮黑（黑色高亮玻璃后盖、黑灰色磨砂聚碳酸酯塑料中框）和晴雪（白色AG炫光磨砂玻璃后盖，银白色磨砂聚碳酸酯塑料中框）；Redmi K40 Pro和Redmi K40 Pro+拥有与Redmi K40标准版相同的幻境、晴雪配色，另提供墨羽（黑色羽状花纹玻璃后盖，黑灰色磨砂聚碳酸酯塑料中框）配色可选。2021年4月27日，Redmi K40标准版也开始提供墨羽配色可选。
Redmi K40游戏增强版则提供了暗影、光刃及银翼三款配色，后盖主题色分别为黑、白及银。
Redmi K40S提供亮黑（黑色亮面玻璃后盖及聚碳酸酯塑料边框）、幽芒（绿色AG磨砂玻璃后盖及聚碳酸酯塑料边框）、银迹（银灰色AG磨砂玻璃后盖，灰色聚碳酸酯塑料边框）以及幻镜（蓝色炫光亮面玻璃后盖，浅青色聚碳酸酯塑料边框）四款配色。

### 螢幕
除游戏增强版外，Redmi K40全系列采用由三星电子提供的6.67英寸E4发光材料的AMOLED显示屏，放弃了前代部分产品采用的LCD材质屏幕。采用钻石型子像素排列方式，最高支持2400×1080的显示分辨率。支持最高1300nit的亮度以及900nit的全局亮度，并支持DCI-P3色域。
Redmi K40 游戏增强版则采用了由华星光电提供的6.67英寸柔性AMOLED显示屏，最大亮度为500nit，并支持10.7亿色显示、DCI-P3色域以及HDR10+。

### 芯片及存储
Redmi K40、Redmi K40S及Redmi K40 Pro、Redmi K40 Pro+分别采用了高通骁龙870和高通骁龙888两款SoC，游戏增强版则采用了联发科技天玑1200作为SoC。
高通骁龙870部件代号为SM8250-AC，CPU部分采用了高通Kryo 585架构，由1颗主频为3.2GHz的大核心，3颗主频为2.42GHz的中核心以及4颗1.8GHz的小核心组成。芯片内集成Adreno 650 GPU，主频为670MHz，并集成X55 5G基带，支持一张5G SIM卡与一张4G SIM卡同时驻网待机，并可在系统内切换主副卡。
高通骁龙888部件代号为SM8350，CPU部分采用了高通Kryo 680架构，由1颗主频为2.84GHz的大核心、3颗主频为2.42GHz的中核心以及4颗1.8GHz的小核心组成。芯片内集成Adreno 660 GPU，主频为840MHz，并集成X60 5G基带，支持双5G SIM卡同时在5G网络下驻网待机。
联发科天玑1200部件代号为MT6893，CPU部分采用了一颗3.0GHz的超大核、三颗2.6GHz的大核以及4颗2.0GHz的小核组成三丛集设计，芯片内集成Mali的G77，为9核心设计。天玑1200与骁龙888相同，支持双5G SIM卡同时在5G网络下驻网待机。
存储方面，Redmi K40和Redmi K40S在SoC上方封装了6GB、8GB或12GB的LPDDR5规格的RAM，主频为2750MHz；Redmi K40 Pro在SoC上方封装了6GB或8GB的LPDDR5规格的RAM，主频则为3200MHz；Redmi K40 Pro+只有12GB容量的RAM可选，RAM规格与Redmi K40 Pro相同；游戏增强版本则在SoC上方封装了6GB、8GB或12GB的LPDDR4X规格的RAM，主频为2133MHz。机身存储则全系均有128GB或256GB可选，规格均为UFS3.1，与小米10至尊纪念版一致。

### 摄像模組
后置摄像方面，Redmi K40采用了一颗4800万像素的摄像传感器；Redmi K40 Pro及Redmi K40游戏增强版采用了一颗6400万像素的主摄像传感器；而Redmi K40 Pro+则采用了一颗1.08亿像素的主摄像传感器。由于机身厚度所限，除后期追加的Redmi K40S以外，Redmi K40系列所有版本均不支持OIS光学防抖。
除游戏增强版及Redmi K40S外，其他三款机型均配以一颗800万像素的超广角传感器以及一颗500万像素的长焦微距传感器作为辅助拍摄传感器；游戏增强版本及Redmi K40S的微距传感器则缩减至200万像素，并取消了长焦微距的镜片配置。此外，游戏增强版本在小米旗下的手机中首次采用了玻塑混合镜组，一定程度上提高了传感器的进光量。
前置摄像方面，除游戏增强版本外，其他四款机型均沿用了在小米10系列、Redmi K20/30系列上采用的前置摄像传感器S5K3T2，像素数量为2000万；而游戏增强版本的前置摄像传感器则缩减至了1600万。
全系机型的前置摄像传感器均支持1080P 30/60帧、720P 30帧视频录制，并支持一系列美颜功能。

### 其他功能
充电和续航方面，Redmi K40/Pro/Pro+支持最高33W功率的有线充电（11V 3A MAX），与Redmi K30 Pro持平，并内置4520mah的电池，可在50分钟左右充至100%；游戏增强版本则支持最高67W功率的有线充电（20V 3.25A MAX），电池容量提升至5065mah，充满所需时间也在50分钟以内；Redmi K40S亦支持最高67W功率的有线充电，内置4500mah的电池。
音响系统方面，Redmi K40全系采用了非对称式的立体声扬声器，顶部发声单元较底部稍小，且顶部发声单元兼具听筒的作用。此外，曾一度在Redmi旗下产品保留的3.5mm音频输出输入接口在Redmi K40系列上遭到了取消。3.5mm音频输出输入接头如需与Redmi K40系列机身连接，需另行购买转接器。
近距离通信方面，Redmi K40系列支持蓝牙5.2、多功能NFC以及红外遥控功能，可使用遥控类APP对支持红外控制的电器设备进行控制。

## 软件
Redmi K40系列（除Redmi K40 游戏增强版）出厂搭载基于Android 11的MIUI 12操作系统，可通过系统更新升级至MIUI 12.5及后续版本；Redmi K40游戏增强版出厂搭载基于Android 11的MIUI 12.5操作系统，并支持升级至后续系统版本；Redmi K40S则出厂搭载基于Android 11的MIUI 13操作系统，并支持升级至后续系统版本。

## 技术规格
| 参数及功能项\机型       | 参数及功能项\机型       | Redmi K40                                                                         | Redmi K40 Pro                                                                     | Redmi K40 Pro+                                                                    | Redmi K40 游戏增强版                                                                | Redmi K40S                                                                        |
| ----------------------- | ----------------------- | --------------------------------------------------------------------------------- | --------------------------------------------------------------------------------- | --------------------------------------------------------------------------------- | ----------------------------------------------------------------------------------- | --------------------------------------------------------------------------------- |
| 其他名称/适用国家及地区 | 其他名称/适用国家及地区 | POCO F3（国际） 小米11X（印度）                                                   | --                                                                                | 小米11i（国际） 小米11X Pro（印度）                                               | POCO F3 GT（国际）                                                                  | Poco F4（国际）                                                                   |
| 尺寸（长/宽/厚，mm）    | 尺寸（长/宽/厚，mm）    | 163.7×76.4×7.8                                                                    | 163.7×76.4×7.8                                                                    | 163.7×76.4×7.8                                                                    | 161.94×76.93×8.3                                                                    | 163.2×75.95×7.7                                                                   |
| 重量（g）               | 重量（g）               | 196                                                                               | 196                                                                               | 196                                                                               | 205                                                                                 | 195                                                                               |
| 屏幕                    | 屏幕                    | 6.67英寸 20:9比例 2400×1080 AMOLED E4屏幕 支持120Hz屏幕刷新率/360Hz三指触控采样率 | 6.67英寸 20:9比例 2400×1080 AMOLED E4屏幕 支持120Hz屏幕刷新率/360Hz三指触控采样率 | 6.67英寸 20:9比例 2400×1080 AMOLED E4屏幕 支持120Hz屏幕刷新率/360Hz三指触控采样率 | 6.67英寸 20:9比例 2400×1080 AMOLED 柔性屏幕 支持120Hz屏幕刷新率/480Hz三指触控采样率 | 6.67英寸 20:9比例 2400×1080 AMOLED E4屏幕 支持120Hz屏幕刷新率/360Hz三指触控采样率 |
| 前置摄像头              | 前置摄像头              | 2000万像素（三星S5K3T2） 正上方屏幕内挖孔布置                                     | 2000万像素（三星S5K3T2） 正上方屏幕内挖孔布置                                     | 2000万像素（三星S5K3T2） 正上方屏幕内挖孔布置                                     | 1600万像素 正上方屏幕内挖孔布置                                                     | 2000万像素（三星S5K3T2） 正上方屏幕内挖孔布置                                     |
| 后置摄像模组            | 主摄                    | 4800万像素（索尼IMX582） 1/2英寸 单像素0.8μm f/1.79                               | 6400万像素（索尼IMX686） 1/1.7英寸 单像素0.8μm f/1.89                             | 1.08亿像素（三星S5KHM2） 1/1.52英寸 单像素0.8μm f/1.75                            | 6400万像素（豪微OV64B） 1/2英寸 单像素0.7μm f/1.65                                  | 4800万像素（索尼IMX582） 1/2英寸 单像素0.8μm f/1.79 OIS                           |
| 后置摄像模组            | 广角                    | 800万像素（索尼IMX355） 广角值119° f/2.2                                          | 800万像素（索尼IMX355） 广角值119° f/2.2                                          | 800万像素（索尼IMX355） 广角值119° f/2.2                                          | 800万像素 广角值120° f/2.2                                                          | 800万像素（索尼IMX355） 广角值119° f/2.2                                          |
| 后置摄像模组            | 微距                    | 500万像素（三星S5K5E9）等效50mm长焦微距                                           | 500万像素（三星S5K5E9）等效50mm长焦微距                                           | 500万像素（三星S5K5E9）等效50mm长焦微距                                           | 200万像素（格科微GC02M1） f/2.4 非长焦微距                                          | 200万像素（格科微GC02M1） f/2.4 非长焦微距                                        |
| 芯片平台                | 芯片平台                | 高通骁龙870 （SM8250-AC）                                                         | 高通骁龙888 （SM8350）                                                            | 高通骁龙888 （SM8350）                                                            | 联发科技天玑1200 （MT6893）                                                         | 高通骁龙870 （SM8250-AC）                                                         |
| 支持网络                | 支持网络                | GSM/WCDMA/TDD/FDD/5G NR（SA/NSA）                                                 | GSM/WCDMA/TDD/FDD/5G NR（SA/NSA）                                                 | GSM/WCDMA/TDD/FDD/5G NR（SA/NSA）                                                 | GSM/WCDMA/CDMA2000/TDD/FDD/5G NR（SA/NSA）                                          | GSM/WCDMA/TDD/FDD/5G NR（SA/NSA）                                                 |
| 运行内存（RAM）         | 运行内存（RAM）         | 6/8/12GB LPDDR5 2750MHz                                                           | 6/8GB LPDDR5 3200MHz                                                              | 8GB（仅小米11i）/12GB LPDDR5 3200MHz                                              | 6/8/12GB LPDDR4X 2133MHz                                                            | 6/8/12GB LPDDR5 2750MHz                                                           |
| 闪存存储（ROM）         | 闪存存储（ROM）         | 128/256GB UFS3.1                                                                  | 128GB/256GB UFS 3.1                                                               | 256GB UFS 3.1 （仅Redmi K40 Pro+） 128GB/256GB UFS 3.1 （仅小米11i）              | 128/256GB UFS3.1                                                                    | 128/256GB UFS3.1                                                                  |
| 记忆卡扩展              | 记忆卡扩展              | 不支持                                                                            | 不支持                                                                            | 不支持                                                                            | 不支持                                                                              | 不支持                                                                            |
| 充电功率                | 充电功率                | 包装附带最高充电功率为33W的电源适配器 支持最高33W的直流电输入（11V 3A MAX）       | 包装附带最高充电功率为33W的电源适配器 支持最高33W的直流电输入（11V 3A MAX）       | 包装附带最高充电功率为33W的电源适配器 支持最高33W的直流电输入（11V 3A MAX）       | 包装附带最高充电功率为67W的电源适配器 支持最高67W的直流电输入（20V 3.25A MAX）      | 包装附带最高充电功率为67W的电源适配器 支持最高67W的直流电输入（20V 3.25A MAX）    |
| 电池容量（mAh,typ）     | 电池容量（mAh,typ）     | 4520                                                                              | 4520                                                                              | 4520                                                                              | 5065                                                                                | 4500                                                                              |
| 多功能NFC               | 多功能NFC               | 支持                                                                              | 支持                                                                              | 支持                                                                              | 支持                                                                                | 支持                                                                              |
| 声响                    | 声响                    | 支持USB Type-C接口的音频输出输入设备 立体声双扬声器（非对称）                     | 支持USB Type-C接口的音频输出输入设备 立体声双扬声器（非对称）                     | 支持USB Type-C接口的音频输出输入设备 立体声双扬声器（非对称）                     | 支持USB Type-C接口的音频输出输入设备 立体声双扬声器（非对称）                       | 支持USB Type-C接口的音频输出输入设备 立体声双扬声器（非对称）                     |
| 数据传输                | 数据传输                | Wi-Fi 6 蓝牙5.1 Wi-Fi 802.11a/b/g/n/ac/ax USB Type-C                              | Wi-Fi 6（增强版） 蓝牙5.2 Wi-Fi 802.11a/b/g/n/ac/ax USB Type-C                    | Wi-Fi 6（增强版） 蓝牙5.2 Wi-Fi 802.11a/b/g/n/ac/ax USB Type-C                    | Wi-Fi 6（增强版） 蓝牙5.2 Wi-Fi 802.11a/b/g/n/ac/ax USB Type-C                      | Wi-Fi 6 蓝牙5.1 Wi-Fi 802.11a/b/g/n/ac/ax USB Type-C                              |
| 红外遥控                | 红外遥控                | 支持                                                                              | 支持                                                                              | 支持                                                                              | 支持                                                                                | 支持                                                                              |
| 安全识别方式            | 安全识别方式            | 2D人脸识别+电源键指纹识别                                                         | 2D人脸识别+电源键指纹识别                                                         | 2D人脸识别+电源键指纹识别                                                         | 2D人脸识别+电源键指纹识别                                                           | 2D人脸识别+电源键指纹识别                                                         |
| 机身材质                | 机身材质                | 聚碳酸酯塑料外边框 康宁玻璃后盖                                                   | 聚碳酸酯塑料外边框 康宁玻璃后盖                                                   | 聚碳酸酯塑料外边框 康宁玻璃后盖                                                   | 电镀铝合金外边框 康宁玻璃后盖                                                       | 聚碳酸酯塑料外边框 康宁玻璃后盖                                                   |
| 支持配色                | 支持配色                | 亮黑 幻境（炫光蓝） 晴雪（磨砂白） 墨羽（仿大马士革刀纹理黑）                     | 墨羽（仿大马士革刀纹理黑） 幻境（炫光蓝） 晴雪（磨砂白）                          | 墨羽（仿大马士革刀纹理黑） 幻境（炫光蓝） 晴雪（磨砂白）                          | 暗影（亮黑） 银翼（亮银） 光刃（磨砂白）                                            | 亮黑 幽芒（磨砂绿） 银迹（磨砂银） 幻境（炫光蓝）                                 |

## 销售

### 存储及售价
Redmi K40提供6GB RAM/128GB ROM、 8GB RAM/128GB ROM、8GB RAM/256GB ROM以及12GB RAM/256GB ROM四种存储组合可选，零售价分别为1999元、2199元、2499元和2699元人民币。其中，12GB RAM/256GB ROM版本首批开卖时售价为2499元人民币，8GB RAM/256GB ROM版本销售初期不开售。
Redmi K40 Pro提供6GB RAM/128GB ROM、 8GB RAM/128GB ROM和8GB RAM/256GB ROM三种存储组合可选，零售价分别为2799元、2999元、3299元人民币；
Redmi K40 Pro+提供12GB RAM/256GB ROM一个存储组合可选，零售价为3699元人民币。
Redmi K40 游戏增强版提供6GB RAM/128GB ROM、 8GB RAM/128GB ROM、8GB RAM/256GB ROM、12GB RAM/128GB ROM以及12GB RAM/256GB ROM五种存储组合可选，零售价分别为1999元、2199元、2399元、2399元和2699元人民币，价格与Redmi K40标准版基本持平。
Redmi K40S提供的存储组合版本与Redmi K40相同，零售价分别为1799元、1999元、2199元和2399元人民币。

### 销售记录
Redmi K40、Redmi K40 Pro于北京时间2021年2月25日21时30分支持预先支付100元人民币为定金的预售，2021年3月4日0时起可支付尾款，北京时间2021年3月4日10时正式上线销售；Redmi K40 Pro+于北京时间2021年3月26日10时正式上线销售；而Redmi K40 游戏增强版则于北京时间2021年4月27日21时支持预先支付100元人民币为定金的预售，2021年4月30日0时起可支付尾款，4月30日10时正式上线销售。
2021年3月26日，Redmi发布消息称，Redmi K40系列开售23天内已在中国大陆销售超过100万部。
2021年4月27日10时起，Redmi K40的8GB RAM/256GB ROM版本开售，同时，12GB RAM/256GB ROM版本终止执行2499元人民币的初期售价，恢复2699元人民币的发布时售价。

## 争议
- Redmi K40上市初期，由于上游芯片短缺导致产能受限，各版本均出现了较严重的缺货现象，其中尤以Redmi K40标准版的12GB RAM/256GB ROM为甚，而Redmi K40 Pro各版本的缺货情况则相对较轻。对此小米集团副总裁、中国区总裁、Redmi总经理卢伟冰表示，Redmi K40虽上市初期已准备了30万台的现货，但需求量依然超过了备货量数倍，因此一机难求[23]。
- Redmi K40初版系统固件与同期上市的小米10S均出现了“android.system.suspend@1.0-service”高耗电的异常情况，在推送新版系统固件后，该情况已有缓解[24]。